# The Witcher 3: Wild Hunt – Blood and Wine
The Witcher 3: Wild Hunt – Blood and Wine (polnischer Originaltitel: Wiedźmin 3: Dziki Gon – Krew i Wino, deutsch: Der Hexer 3: Wilde Jagd – Blut und Wein) ist die zweite und abschließende Erweiterung des polnischen Entwicklerstudios CD Projekt zum Action-Rollenspiel The Witcher 3: Wild Hunt. Es wurde am 31. Mai 2016 veröffentlicht.
Wie das Hauptspiel basiert Blood and Wine auf der Hexer-Romanreihe des polnischen Schriftstellers Andrzej Sapkowski. Wie die erste Erweiterung, Hearts of Stone, erzählt es unabhängig vom Hauptspiel eine eigenständige Geschichte.

## Handlung
In Velen wird Hexer Geralt von Riva von zwei Rittern aus Toussaint zu einer Unterredung mit Herzogin Anna Henrietta gebeten, da ein Monster die Straßen der Hauptstadt Beauclair unsicher macht und mittlerweile im Herzogtum als das „Biest von Beauclair“ bekannt ist. Dieser Einladung folgend, reist Geralt in das südliche Toussaint, einem wohlhabenden Land, bekannt für seine Weinberge und Weine, Oliven, fahrende Ritter in prächtigen Rüstungen und sein mildes Klima. Als Vasallenstaat des Kaiserreichs Nilfgaard blieb Toussaint von Krieg und Zerstörungen verschont und stellt so einen starken Kontrast zu den Nördlichen Königreichen dar.
Herzogin Anna Henrietta ist dabei eine alte Bekannte Geralts. Nach dem Tod ihres Mannes, Herzog Rajmund, ließ sie sich mit seinem Freund, dem Barden Rittersporn, einst auf eine Affäre ein, bis dieser sie, zu ihrem Verdruss, wieder verließ. Die junge Herzogin, Base des Kaisers von Nilfgaard und Cirillas Großtante, gilt als im Volk beliebte Regentin. Anna Henrietta trägt Geralt auf, eine Mordserie zu untersuchen. Zwei angesehene Ritter wurden ermordet, vermutlich von einem Monster. Wie sich herausgestellt, wurde kurz vor Geralts Ankunft die Leiche eines dritten Ritters entdeckt. Geralt soll diese Mordfälle lösen und das „Biest von Beauclair“ zur Strecke bringen. Die erfolglosen Ermittlungen wurden bisher von Damien, dem Hauptmann der Herzogswache geleitet, der Geralt misstrauisch gegenüber steht.
Geralt untersucht die Mordserie und stellt fest, dass jedes der Opfer gegen eine der fünf ritterlichen Tugenden verstieß, denen sich jeder Ritter in Toussaint verschrieb. Demzufolge müsste es bald ein viertes Opfer geben. Als viertes Opfer gilt ein Ritter, der Geralt nach Toussaint begleitete. Geralt stellt die Bestie in einem Lagerhaus. Diese verlangt von Geralt, sich nicht einzumischen, da sie nicht sein Feind sei. Da sich der Hexer nicht davon abbringen lässt, kommt es zum Kampf. Geralt gerät in Bedrängnis, doch dann erscheint Regis und bringt die Bestie durch sein Einschreiten zum Rückzug. Regis ist ein alter Freund, den Geralt längst für tot hielt. Er erklärt Geralt, dass es sich bei dem Biest um Detlaff van der Eretein handelt, wie er selbst ein höherer Vampir. Anders als niedere Vampire, die wie Fledermausmonster erscheinen, sind höhere Vampire alte, mächtige und nahezu unsterbliche Wesen, die in menschlicher Gestalt auftreten, in Rage jedoch monströsere Züge annehmen. Durch die Sphärenkonjunktion kamen diese in die Welt. Regis erklärt, dass Detlaff seine Überreste fand, ihn daraufhin mit seinem Blut regenerierte und zurück ins Leben holte, was die beiden Vampire durch ihr Blut verband. Sein Freund Detlaff sei im Grunde nicht böse, keine Bestie. Er kenne zwar dessen Beweggründe nicht, jedoch müsse es einen guten Grund für Detlaffs Verhalten geben.
Regis unterstützt Geralt fortan, hinter dieses Geheimnis zu kommen. Regis braut Geralt einen Trank, womit dieser die Gedankenwelt und Vergangenheit Detlaffs erkunden kann. Dazu dient ihm Detlaffs abgeschlagene Hand. Diese befand sich zuvor im Besitz einer Bruxa, einer Vampirin, die Geralt erschlug und die Hand, mit der er zunächst nichts anfangen konnte, an sich brachte. Diese Vergangenheit zeigt Detlaff bei einem jungen Schuhputzer in Beauclair. Zu Detlaffs Überraschung setzt sich dort ein anderer Kunde für ihn ein und behandelt ihn sehr freundlich. Ebendieser Kunde war jedoch das dritte Opfer, der Detlaff in seine Mühle einlud. Der sichtlich zweifelnde Detlaff tötet ihn schließlich mit seinen Klauen, doch angewidert von sich selbst und seiner Tat, schlug er sich seine Hand ab.
Die Spur führt Geralt und Regis zum Versteck Detlaffs, in einem verlassenen Spielzeugladen in Beauclair. Dort findet Geralt heraus, dass Detlaff offenbar erpresst wird. Seine menschliche Geliebte wurde entführt und die Entführer zwingen ihn zu diesen Morden, soll seiner Liebsten nichts zustoßen. Geralt berichtet der Herzogin und Damien von seinen Erkenntnissen. Einen Weinfleck auf einem Schreiben der Erpresser kann der Sommelier der Herzogin als wertvollen, der Herzogsfamilie vorbehaltenen Wein identifizieren. Mit Henrietta und Damien begibt sich Geralt zum herzoglichen Weingut. Dort finden sie heraus, dass der bestechliche Vorsteher heimlich diesen Wein weiterverkaufte. Eine weitere dieser Weinlieferungen wird daraufhin von Geralt und Damiens Truppen abgefangen. Ein Überlebender der Räuberbande, die den Transport durchführte, erzählt Geralt, dass es sich bei dem nicht näher bekannten Käufer um den „Cintrier“ handelt.
Mit der verkleideten Henrietta besucht Geralt eine elitäre Abendgesellschaft. Auf dieser Feier soll der Cintrier zu finden sein. Orianna, die Veranstalterin und Besitzerin des Anwesens, ertappt diesen dann beim Versuch, ein Schmuckstück zu stehlen. Sie stößt ihn aus dem Fenster in den Tod. Henrietta erkennt in dem Schmuckstück ein altes Familienerbstück, das seit Jahren als verloren galt. Orianna gibt an, dies einer jungen Frau abgekauft zu haben. Aufgrund des Weines und des Schmuckstücks vermutet Henrietta eine Verbindung zu ihrer älteren Schwester Sylvia Anna, Syanna genannt, die seit Jahren verschollen ist. Obwohl noch ein Kind, galt Syanna stets als schwieriger Charakter, als launisch, gewalttätig und mitunter grausam. Begründet wurde dies damit, dass sie im „Zeichen der Schwarzen Sonne“ geboren wurde, ein schlechtes Omen, das als Fluch gedeutet wurde. Während der Unterhaltung zwischen Geralt, Orianna und Henrietta stoßen unerwartet Regis und Detlaff dazu, welcher sich mit der Herzogin gut zu verstehen scheint, die nichts von der Identität des Mörders ahnt. Regis wird von Orianna als ein „alter Freund“ vorgestellt. Geralt bespricht sich mit Regis unter vier Augen und bittet ihn, Detlaff erst einmal herauszuhalten. Das Messer des Diebes verweist auf die nahegelegene Burg eines Adeligen, wo Syanna als Geisel vermutet wird. Der durchaus umgängliche Detlaff bekundet sein Interesse, Geralt zu helfen. Er möchte seine Liebste Syanna retten und die Erpresser büßen lassen.
Damiens Männer greifen die Burg an, unterstützt vom Hexer, Regis und Detlaff. Der Burgherr und seine Söldnerbande zeigen sich jedoch überrascht und scheinen nichts mit der Entführung zu tun haben. Im Bergfried stößt Geralt auf Syanna. Es stellt sich heraus, dass Detlaffs Geliebte und Syanna ein und dieselbe Person sind. Sie täuschte ihre eigene Entführung vor. Auf den Wein und das Schmuckstück erhob sie Ansprüche wegen ihrer Herkunft. Im mächtigen Vampir Detlaff sah sie ein nützliches Werkzeug für einen Rachefeldzug. Detlaff fühlt sich betrogen, seine Liebe verraten und verschwindet mit der Drohung, ganz Beauclair zu zerstören, sollte sich Syanna nicht binnen drei Tagen mit ihm treffen und sich erklären.
Henrietta schenkt Geralt keinen Glauben, dass ihre Schwester hinter allem steckt. Dennoch lässt sie sie, zu ihrer eigenen Sicherheit, einsperren. Als er ihr zudem gesteht, dass Detlaff das „Biest von Beauclair“ ist, reagiert sie gereizt und verlangt von ihm, diesen zu töten, trotz des Einwandes, dass ein höherer Vampir von einem Hexer kaum zu töten sei. Geralt kann Detlaff jedoch nicht finden. Nach Ablauf der Frist wird Beauclair von unzähligen niederen Vampiren angegriffen. Die Stadt droht – mit Verwüstungen und zahlreichen zivilen Opfern, während die Soldaten den Vampiren scheinbar ohnmächtig gegenüber stehen –  im Chaos zu versinken.
Geralt steht nun vor zwei Möglichkeiten. Er kann Syanna finden und befreien, so dass sie Detlaff treffen kann. Oder er kann den „Unsichtbaren“ aufsuchen, damit dieser Detlaffs Erscheinen erzwingt. Dies ist jedoch sehr riskant, denn beim „Unsichtbaren“ handelt es sich um einen der ältesten und mächtigsten der höheren Vampire, aggressiv allem und jedem gegenüber. Durch seinen Rang kann er jedoch auch anderen Vampiren seinen Willen aufzwingen.
Entscheidet sich Geralt, Syanna zu finden, erkundet er mit Regis das alte Spielzimmer der Schwestern, in das Syanna gesperrt sein soll. Dort findet er ein verwunschenes Märchenbuch. Dies dient als Portal in eine Märchenwelt, in der die Schwestern als Kinder spielten und wo verschiedene Märchenfiguren ein Eigenleben führen. Doch die einst harmlose Märchenwelt hat sich gewandelt, wurde grausam und gefährlich. Das Mädchen mit den Schwefelhölzern verdingt sich etwa als Drogenhändlerin, die vereinsamte Rapunzel erhängte sich in ihrem Turm an ihren Haaren, nachdem ihr Prinz zu Tode stürzte, der Wolf war es Leid, den Schurken zu spielen und ertränkte Rotkäppchen und den Jäger im Brunnen und versinkt nun in Depressionen. Geralt reist durch das Buch in diese Welt, um darin Syanna zu finden. Sie erklärt Geralt ihr Verhalten. Obwohl sie nur ein schwieriges Kind war, drängten die Minister darauf, sie in der Erbfolge zu übergehen, da sie angeblich verflucht sei. Zudem wurde sie aus dem Reich verbannt. Die vier ermordeten Ritter waren diejenigen, die sie ins Exil führten, sie dabei misshandelten, sexuell missbrauchten und schließlich nackt, frierend und hungernd dem vermeintlichen Tod überließen. Überlebt habe sie nur, indem sie sich einer Räuberbande anschloss, die sie anständiger behandelten, als die angeblich „edlen“ Ritter. Verbittert und rachsüchtig sah sie durch Detlaff schließlich die Möglichkeit zur Rache. Gemeinsam verlassen beide die Märchenwelt.
Entscheidet sich Geralt, den „Unsichtbaren“ aufzusuchen, trifft er sich mit Orianna, die ihm Hilfe anbietet, aber zuvor einen Gefallen einfordert. Geralt soll einen niederen Vampir töten, der das Waisenhaus bedroht, um das sie sich kümmert. Geralt kommt dem nach, nur um festzustellen, dass auch Orianna ein höherer Vampir ist. Das Waisenhaus erhält sie nur wegen ihres Durstes nach Kinderblut, wobei sie sich die Kinder als Vieh hält, ihm jedoch erklärt, die Kinder nicht umzubringen. Geralt droht zwar, sie dafür noch büßen zu lassen, ist aber noch auf sie angewiesen. Zusammen mit Regis sucht er den „Unsichtbaren“ auf, den sie nach einigen Widrigkeiten dazu bringen können, Detlaff zu rufen. (Oriannas Tod durch Geralts Hand wurde bereits 2015 im „A Night to remember“-Trailer dargestellt.)
Je nach den getroffenen Entscheidungen und eingeschlagenen Wegen zeigen sich fortan verschiedene Verläufe und Enden. Befreite Geralt Syanna aus der Märchenwelt, treffen sie sich mit Detlaff bei der verfallenen Vampirfestung Teshum Mutna. Hat er ihr zuvor ein magisches Band aus dem Märchenland überreicht, schützt sie dies vor Detlaffs Angriff. Der rasende Detlaff bekämpft Geralt nun. Zwar schafft es Geralt, Detlaff zu bezwingen, als Hexer ist es ihm aber nicht möglich, diesen zu töten. Regis ist hin- und hergerissen, tötet aber schließlich Detlaff. Regis und Geralt können auf Wunsch herausfinden, dass das geplante fünfte und letzte Mordopfer Henrietta selbst sein sollte. Syanna konnte ihr nicht vergeben, dass sie ihr nicht beistand und die Verbannung tolerierte. Geralt wird für seine Verdienste von der Herzogin mit dem höchsten Orden ausgezeichnet. Henrietta konfrontiert dann Syanna mit ihren Taten. Je nach Spielverlauf können die Schwestern einander vergeben und Beauclair feiert die Versöhnung. Ist Syanna immer noch rachsüchtig, täuscht sie die Versöhnung nur vor. Bei einer Umarmung ersticht sie Henrietta mit einer Haarnadel, wird daraufhin aber von Damien mit einer Armbrust erschossen. Das ganze Land versinkt in Trauer über den Tod der geliebten Herzogin, Geralt ist nicht mehr in Beauclair willkommen.
Überreichte Geralt Syanna nicht das magische Band, konfrontiert Detlaff sie mit Vorwürfen und ihren Taten. Im Zorn tötet er sie. Geralt kann nun Detlaff bekämpfen, oder ihn ziehen lassen. Henrietta ist erbost über den Tod ihrer Schwester. Zornig lässt sie den Hexer in das Gefängnis von Toussaint werfen. Nach einer Weile macht Rittersporn seinen Einfluss bei der Herzogin geltend, um Geralt aus dem Gefängnis zu holen. Dennoch ist er nicht mehr erwünscht in Beauclair.
Er trifft sich ein letztes Mal mit Regis. Durch die Tötung von Detlaff verstieß dieser gegen den Kodex der Vampire, einander niemals zu töten. Da alle Vampire ihn fortan als Verräter jagen würden, muss er sich auf die Flucht begeben. Geralt sucht sein Weingut auf, das Henrietta ihm zu Beginn des Spieles schenkte. Je nach den im Hauptspiel getroffenen Entscheidungen, ob und wie Hearts of Stone gespielt wurde, erhält er hier Besuch und ein spezielles Ende.

## Synchronisation
| Rollenname               | Synchronsprecher/in |
| ------------------------ | ------------------- |
| Geralt von Riva          | Markus Pfeiffer     |
| Anna Henrietta           | Daniela Bette-Koch  |
| Syanna                   | Katja Liebing       |
| Regis                    | Bernd Reheuser      |
| Damien                   | André Beyer         |
| Detlaff                  | Nils Kreutinger     |
| Barnabas-Basilius Faulty | Gerhard Fehn        |
| Rittersporn              | Oliver Schnelker    |
| Yennefer von Vengerberg  | Katrin von Chamier  |
| Ciri                     | Katrin Heß          |
| Triss Merigold           | Vanessa Wunsch      |
| Plötze                   | Uke Bosse           |

## Entwicklung und Veröffentlichung
Am 7. April 2015, noch vor Veröffentlichung des Hauptspieles, kündigte das Entwicklerstudio CD Projekt RED zwei umfangreiche Erweiterungen an. Zunächst erscheinen sollte Hearts of Stone, anschließend das noch umfangreichere Blood and Wine. Dies war ursprünglich für Anfang 2016 vorgesehen, jedoch verschob sich die Veröffentlichung auf den 31. Mai 2016, als es als Download veröffentlicht wurde.
Wie schon Hearts of Stone, wurde in Deutschland exklusiv bei Media Markt und Saturn eine limitierte Version in einer Schachtel verkauft, die neben dem Download-Code zwei Kartendecks des Kartenspiels „Gwint“ enthielt. Mit den Kartendecks aus der limitierten Hearts of Stone-Box wurden somit alle Karten und Decks des Hauptspieles auch physisch veröffentlicht. Die am 30. August 2016 erschienene Game-of-the-Year-Version enthält auch Blood and Wine sowie alle anderen Downloads und Erweiterungen.
Blood and Wine ist nicht in die Handlung des Hauptspieles eingebettet, sondern bietet eine unabhängige Handlung. Nach Wunsch des Spielers kann es daher während oder nach dem Hauptspiel angegangen werden. Empfohlen wird aber ein Mindestlevel von 35. Unabhängig davon lässt sich Blood and Wine jedoch auch alleine starten und spielen, wobei dem Spieler dann ein angepasster Charakter zugeteilt wird. Die Spielzeit des Spieles wird mit mindestens dreißig Stunden veranschlagt.
Das reiche Toussaint sollte bewusst einen Gegenpol zu den kargen, von Krieg und Elend geplagten Nördlichen Königreichen des Hauptspieles darstellen. Optisch orientiert es sich an Südfrankreich und der Toskana. Blood and Wine führte mit Skellige eine weitere Gwint-Fraktion ein, die ursprünglich bereits für das Hauptspiel geplant war. Ebenfalls sollte das Spiel speziell den Liebhabern und Kennern der Romanvorlagen entgegenkommen und zeigt so zahlreichere Anspielungen und bekannte Charaktere.
Relativ früh im Spiel erhält man als Geralt ein verfallenes Weingut geschenkt. Dieses, auch zugehörender Stall oder Garten, lässt sich nach Wunsch renovieren, ausbauen, ausschmücken und individualisieren. So kann beispielsweise ein Kräutergarten oder ein Stall gebaut werden, welcher Geralts Stute einen Bonus auf ihre Ausdauer gibt, es können Gemälde, Rüstungen und Schwerter ausgestellt oder auch ein Alchemielabor im Keller benutzt werden. Ebenfalls neu ist das Mutationssystem, mit welchem der Spieler verschiedene einzigartige Fähigkeiten einwickeln kann.
Obwohl Blood and Wine eine eigene Geschichte erzählt, gibt es Verbindungen zum Hauptspiel und zum ersten Add-On Hearts of Stone. Das macht sich in verschiedenen Dialogen, Dialogoptionen und dem Ende bemerkbar, je nachdem, ob und wie der Spieler entsprechend das Hauptspiel oder Hearts of Stone abgeschlossen hat.

## Kritiken
Wurden schon das Hauptspiel sowie die erste Erweiterung Hearts of Stone von Kritikern überschwänglich gelobt, so traf dies ebenfalls auf Blood and Wine zu, das als würdiger, famoser Abschluss der Hexer-Saga gelobt wurde.

„Riesig, schön und motivierend: CD Projekt macht Geralt ein tolles Abschiedsgeschenk. (...) Blood and Wine entpuppt sich als eines der besten Add-ons, die ich je gespielt habe. Von der üppig designten neuen Welt über die motivierende Hauptquest, bis hin zum satten Umfang zeigt CD Projekt, wie eine ordentliche Erweiterung auszusehen hat. (...) Wir erleben in Blood and Wine so viel Denkwürdiges, dass man CD Projekts Autoren nur gratulieren kann. Spoilerfreie Beispiele gefällig? In unseren 30 Spielstunden haben wir mit einem Monster zu Abend gegessen, Ritterturniere bestritten, Theater gespielt, Einhörner beklaut, Flüche aufgehoben, Modell gestanden, Geister versöhnt, Passierschein A38 gesucht und eine verstörende Begegnung mit Rapunzel erlebt. Und das ist nur ein Bruchteil dessen, was euch erwartet! Zudem hat sich CD Projekt den Leitsatz „Das Beste kommt zum Schluss“ zu Herzen genommen: Blood and Wine hat gleich zwei tolle Schlussakte zu bieten. Ja, richtig: zwei! Abhängig von unseren Entscheidungen erleben wir in den letzten Stunden nämlich völlig unterschiedliche Geschichten, Orte, Charaktere und Konsequenzen, inklusive reichlich Blut, Sex, Mord und Sühne - CD Projekt feuert hier nochmal aus allen Rohren.“

„Blood and Wine übertrifft […] alle Erwartungen. CD Projekt RED serviert hier nicht weniger als die gehaltvollste Erweiterung, die ich bisher gespielt habe. Das fühlt sich nicht an wie aufgespart und nachgefügt, sondern wie gewachsen und gereift. Man fühlt sich in diesem Toussaint so, als hätte jemand ein Fantasybrennglas auf das Spätmittelalter gerichtet - die Kulisse ist märchenhaft pompös, fast schon zu prunkvoll, so dass auf Konsolen auch mal die Bildrate niederkniet. Es gelingt der Regie aber hervorragend, dieser Neuschwanstein'schen Künstlichkeit mit Mord, Terror sowie philosophischen Fragen über die Tugend oder das Böse die nötige Tiefe zu verleihen. All das ohne schmalziges Pathos, immer mit dem nötigen Hintersinn oder Humor. (…) Das ist ein grandioser Abschied, den man Geralt von Riva hier bereitet. Wenn die Polen mit diesem Service und dieser Leidenschaft an Cyberpunk 2077 rangehen, kann man sich als Rollenspieler nur diebisch freuen.“

„Blood and Wine ist nicht nur eine riesige Erweiterung, sondern hebt die Welt und die Spielmechanik von The Witcher 3 auf ein ganz neues Niveau. (...) Hier sind Frauen noch Damen, Männer noch echte Recken und selbst die ärmsten Bauern haben so viele Vorräte in der Speisekammer, dass sie keinen Hunger leiden müssen. Die Entwickler haben es geschafft, dem Fürstentum seine ganz eigene Stimmung zu verleihen. Schon aus der Ferne sticht uns der Herrschaftssitz Beauclair ins Auge, ein strahlend weißes Märchenschloss, auf das selbst Neuschwanstein-Hausherr König Ludwig II. neidisch wäre. Kurz: Es ist ein wunderschönes Land, das wir mit größtem Genuss bereist haben, und bereichert The Witcher 3 um völlig unverbrauchte stilistische Facetten. Bei aller Pracht kommt die Abwechslung dennoch nicht zu kurz. Blood and Wine ist eine Meisterklasse, wie man selbst ein so großartiges Spiel wie The Witcher 3 noch sinnvoll erweitert und verbessert. Hier kommen Hexer jeder Couleur voll auf ihre Kosten: Es gibt ein riesiges neues Land zu erkunden, lebendiger denn je zuvor. Eine Story auf bestem Witcher-Niveau und voller interessanter und zwiespältiger Figuren. Neue Monster, die selbst erfahrene Jäger fordern und die fieser gestaltet sind als so mancher Boss des Hauptspiels. Und obendrauf kommen enorm sinnvolle Verbesserungen an grundlegenden Spielelementen wie der Charakterentwicklung oder dem Interface.“